# Trajano Alípio de Holanda Chacon Cavalcanti de Albuquerque
Trajano Alípio de Holanda Chacon Cavalcanti de Albuquerque (Pilar, c. julho de 1812 — Areia, 5 de setembro de 1849) foi um político brasileiro. Também conhecido como Trajano Alípio de Holanda Chacon ou simplesmente de Trajano Chacon.
Filho de João Francisco Cavalcanti e Rosa Maria do Carmo, nasceu na Vila de Pilar em 1812. Pertencia à família Cavalcanti de Albuquerque que exercia grande influência na região. Foi bacharel em direito pela Faculdade de Direito do Recife, em 1835. 
O Dr. Trajano Chacon, foi deputado da Assembléia Provincial e deputado na Assembléia Geral. Em 7 de abril de 1839, ele se tornara presidente da província da Paraíba, cargo que exerceu até 22 de fevereiro de 1840.
Seu nome ficou marcado na história do município de Areia por conta de seu brutal assassinato. Em 5 de setembro de 1849, dia em que se elegeria Deputado Geral, foi emboscado ao sair do colégio eleitoral. O crime causou grande revolta em todo o Estado da Paraíba e repercutiu nos jornais de outras províncias. 